# Des Moines (Washington)
Des Moines (dəˈmɔɪnz) ist eine Stadt im King County im US-amerikanischen Bundesstaat Washington. Im Jahr 2020 wohnten in Des Moines laut US Census Bureau 32.888 Menschen.
Des Moines ist Bestandteil der Metropolregion Seattle.

## Geografie
Des Moines liegt auf 47°23'39" nördlicher Breite und 122°19'5" westlicher Länge und erstreckt sich über 16,42 km², die ausschließlich aus Landfläche bestehen.
Des Moines liegt südlich von Seattle am östlichen Ufer des Puget Sound, einer weitverzweigten etwa 150 km weit ins Landesinnere reichenden Meeresbucht des Pazifischen Ozeans.
Am östlichen Rand der Stadt verläuft in Nord-Süd-Richtung die Interstate 5, die entlang der gesamten Westküste der USA führt. Durch das Stadtgebiet von Des Moines führen die Washington State Routes 99 und 509.
Des Moines liegt 6,7 km südwestlich des internationalen Flughafens Seattle/Tacoma, die Innenstadt von Seattle liegt 24,4 km nördlich von Des Moines. Die Stadt Tacoma befindet sich 31,1 km südwestlich von Des Moines.

## Geschichte
Vor der Ankunft der ersten Europäer besiedelten Indianer der Stämme der Duwamish und der Muckleshoot die Region und betrieben überwiegend Fischfang.
Mit der unter dem Kommando von George Vancouver stehenden HMS Discovery kamen die ersten Europäer in die Gegend.
Mit der von Charles Wilkes geleiteten United States Exploring Expedition von 1838 bis 1842 kamen erstmals Amerikaner in die Region um die heutige Stadt Des Moines.
Der erste bekannte weiße Siedler war John Moore, der sich 1867 niederließ. 1889 wurde von der Des Moines City Improvement Company Land parzelliert und an interessierte Siedler verkauft. Der wichtigste Wirtschaftszweig war die Holzindustrie.
Nachdem sich der Verkehr anfangs nur auf dem Wasser abspielte, wurde mit dem Brick Highway 1916 die erste Straße gebaut. Im gleichen Jahr wurde der Fährverkehr über den Puget Sound von Des Moines nach Portage aufgenommen. Die Fähre verkehrte bis 1921. Bis zum Zweiten Weltkrieg war die Region noch sehr stark von der Landwirtschaft geprägt.
Im Juni 1959 wurde Des Moines offiziell zur Stadt erhoben.
Der meistbesuchte Ort in der Stadt ist die 1970 eröffnete Marina. Im Jahr 1980 wurde am Nordrand der Marina ein rund 200 m langer Betonpier für Angler errichtet.

## Demografische Daten
Bei der offiziellen Volkszählung im Jahre 2000 wurde eine Einwohnerzahl von 29.267 ermittelt. Diese verteilten sich auf 11.337 Haushalte in 7.289 Familien. Die Bevölkerungsdichte lag bei 1.782,3 Einwohnern pro Quadratkilometer. Es gab 11.854 Wohngebäude, was einer Bebauungsdichte von 721,9 Gebäuden je Quadratkilometer entsprach.
Die Bevölkerung bestand im Jahre 2000 aus 74,2 Prozent Weißen, 7,2 Prozent Afroamerikanern, 1,0 Prozent Indianern, 8,3 Prozent Asiaten und 4,6 Prozent anderen. 4,8 Prozent gaben an, von mindestens zwei dieser Gruppen abzustammen. 6,6 Prozent der Bevölkerung bestand aus Hispanics, die verschiedenen der genannten Gruppen angehörten.
23,8 Prozent waren unter 18 Jahren, 8,3 Prozent zwischen 18 und 24, 31,1 Prozent von 25 bis 44, 22,0 Prozent von 45 bis 64 und 14,9 Prozent 65 und älter. Das mittlere Alter lag bei 37 Jahren. Auf 100 Frauen kamen statistisch 93,0 Männer, bei den über 18-Jährigen 89,4.
Das mittlere Einkommen pro Haushalt betrug 48.971 US-Dollar (USD), das mittlere Familieneinkommen 57.003 USD. Das mittlere Einkommen der Männer lag bei 40.007 USD, das der Frauen bei 30.553 USD. Das Pro-Kopf-Einkommen belief sich auf 24.127 USD. Rund 5,6 Prozent der Familien und 7,6 Prozent der Gesamtbevölkerung lagen mit ihrem Einkommen unter der Armutsgrenze.